# Wielka Synagoga w Bóbrce

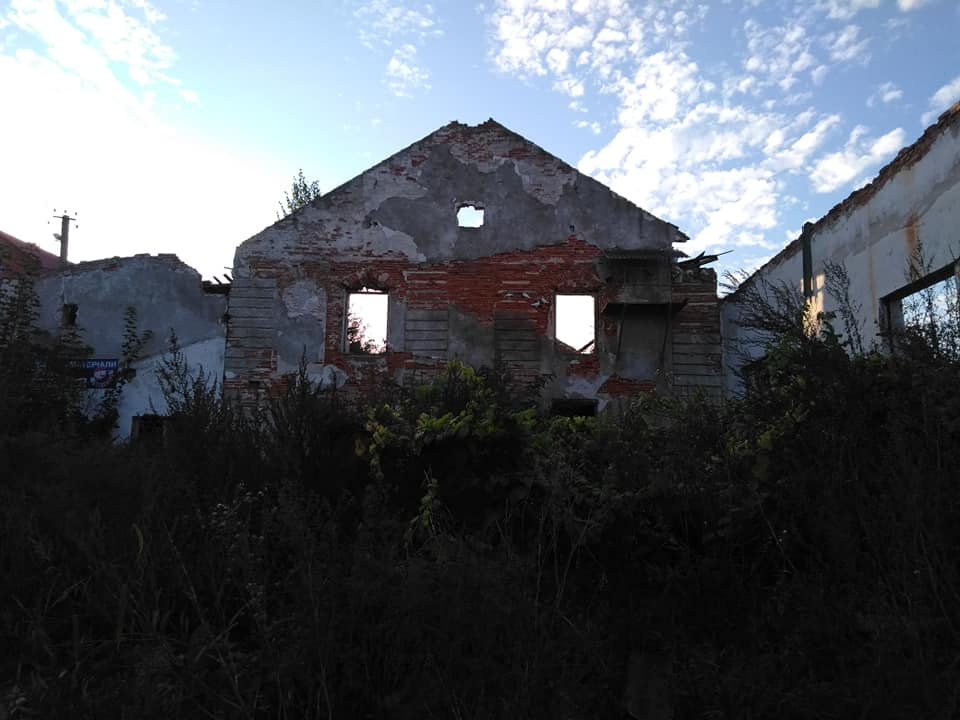
Synagoga w Bóbrce

Wielka Synagoga w Bóbrce – synagoga znajduje się w Bóbrce znajduje się w centralnej części miasta, na północ od rynku.
Wielka Synagoga w Bóbrce została wybudowana w 1821 roku. Po wojnie budynek służył jako magazyn żywności. Obecnie pozostaje w ruinie.